# Iike Shogo
Shogo Iike (sinh ngày 15 tháng 3 năm 1988) là một cầu thủ bóng đá người Nhật Bản.

## Sự nghiệp câu lạc bộ
Shogo Iike đã từng chơi cho Sagawa Printing và YSCC Yokohama.